# Ascostratum
Ascostratum är ett släkte av svampar. Ascostratum ingår i klassen Dothideomycetes, divisionen sporsäcksvampar och riket svampar.